# Шпатель (медицина)

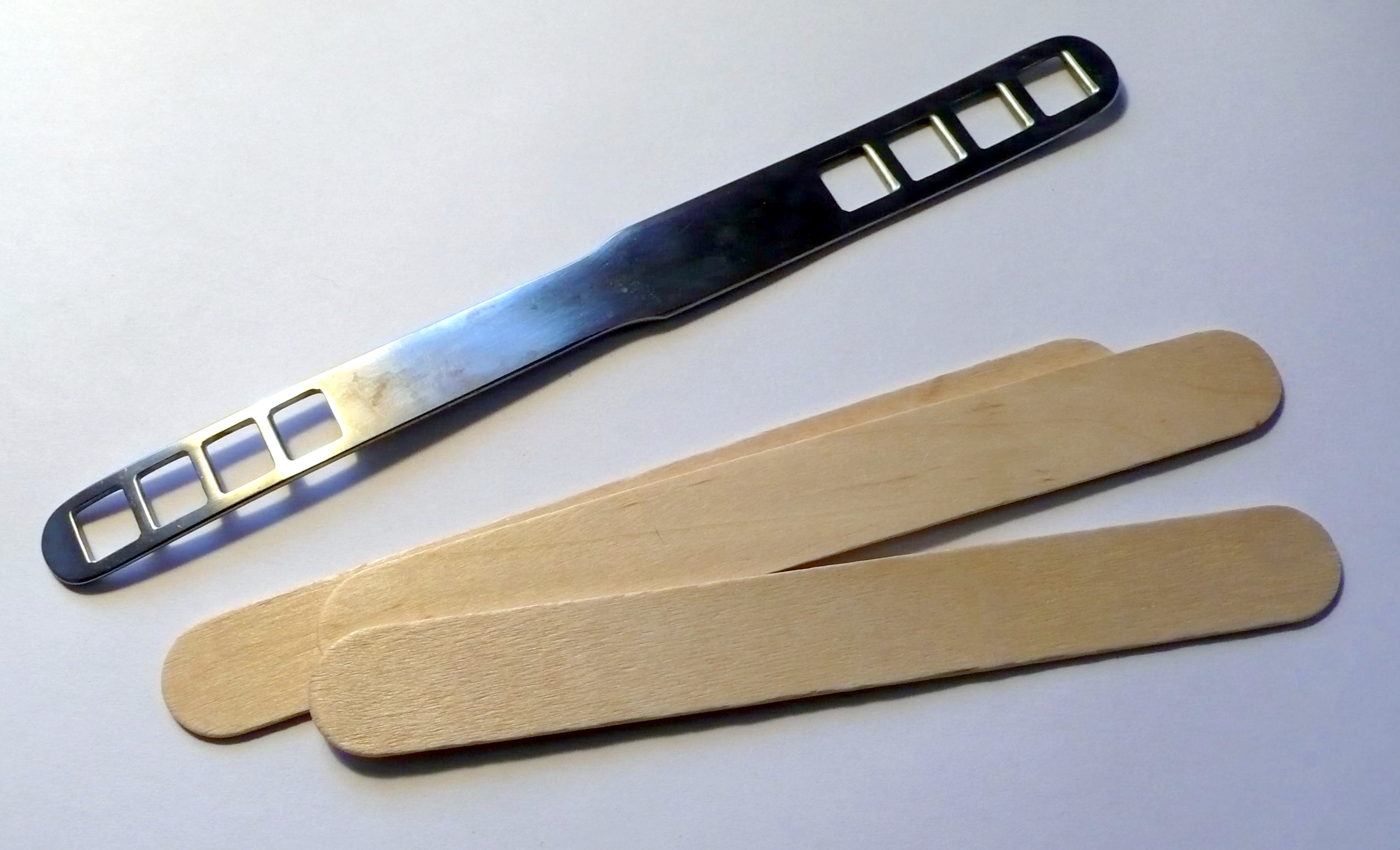
Медичний шпатель: металевий та дерев'яні

Медичний шпатель (шпатель) — тонкий, з обох боків заокруглений предмет; використовується лікарями різних спеціальностей.

## Види
Отоларингологами для огляду горла хворого чи забору біологічного матеріалу з порожнини рота.
Педіатрами для огляду ротової порожнини та зіву.
Нейрохірургами при операціях на головному мозку.
Стоматологами як допоміжний інструмент при огляді, роботі зі стоматматеріалами; зубними техніками — робочий інструмент при формуванні.
Зазвичай такі шпателі виготовлені з дерева, пластику або металу. Пластикові та дерев'яні шпателі одноразові і не рекомендується застосовувати їх наступного разу. Шпателі використовуються у медичній практиці для фіксації язика при огляді глотки або гортані. Для відведення щік, губ і для замішування цементних пломб використовуються стоматологічні шпателі.
У хімічних лабораторіях застосовують лабораторні шпателі: набирання речовин, зіскоблювання осадів.
Скляні мікробіологічні шпателі використовують для розподілу культур мікроорганізмів по живильному середовищу для їх виокремлення і/або ідентифікації.